# 지크강

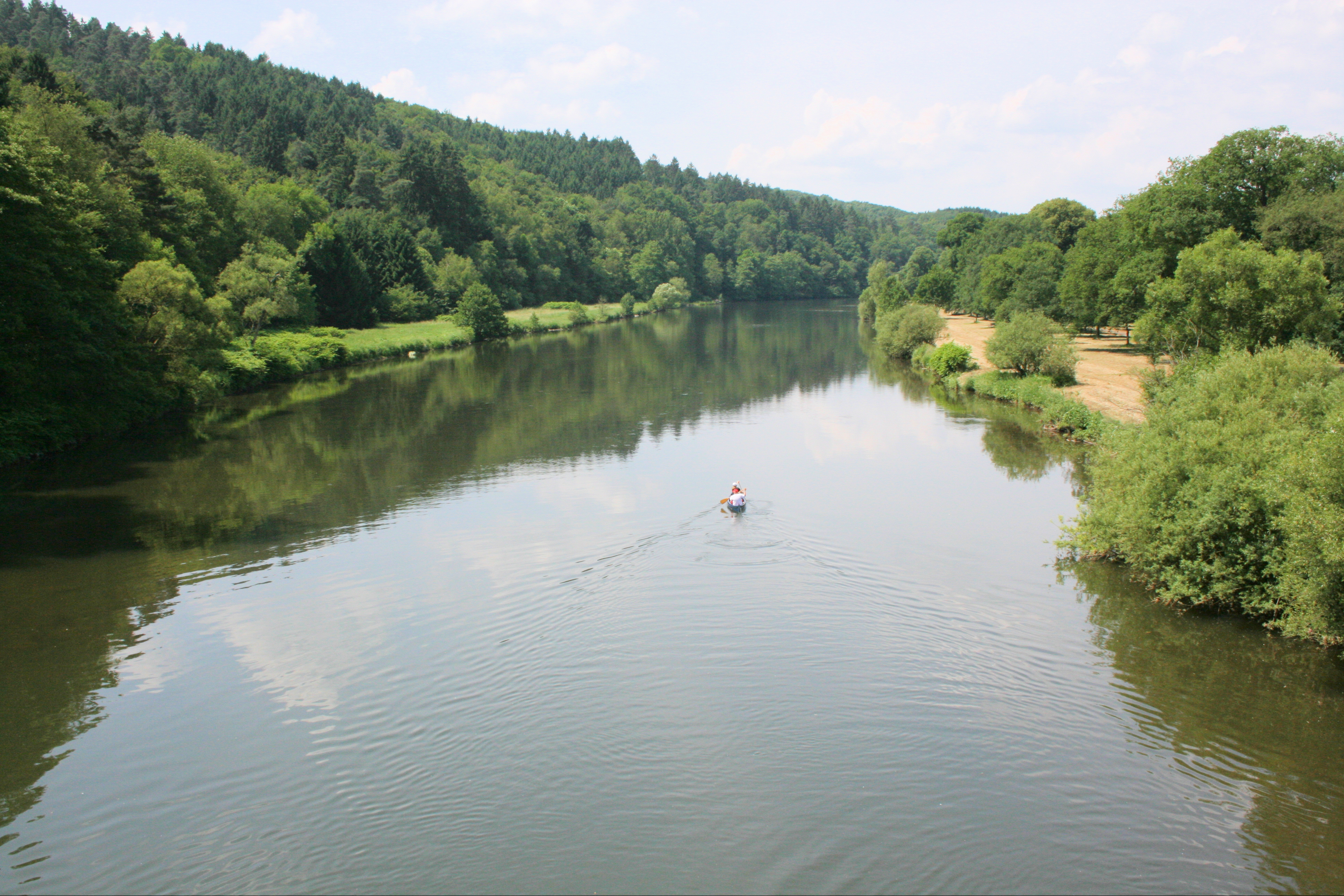
지크강

지크강(독일어: Sieg)은 독일의 강으로 길이는 153 km, 수원지의 높이는 603 m, 유역 면적은 2,832 km2, 평균 유속은 52 m3/s이다. 라인강 우안을 형성하는 지류로서 노르트라인베스트팔렌주, 라인란트팔츠주를 흐른다.